# Val di Noto
Val di Noto (en español: «Valle de Noto») es una región geográfica del sureste de Sicilia; está dominado por una meseta de piedra caliza. En 1693 toda la zona resultó gravemente dañada por un fuerte terremoto.  Las ciudades de la región fueron reconstruidas en lo que vino a ser conocido como estilo Barroco siciliano; lo más destacado es la propia ciudad de Noto, actualmente una atracción turística gracias a su bella arquitectura barroca.

## Geografía
Geográficamente se corresponde con la punta sur de la isla, repartida entre la provincia de Ragusa, la de Siracusa y parte de las provincias de de Catania y de Caltanissetta. 

## Historia

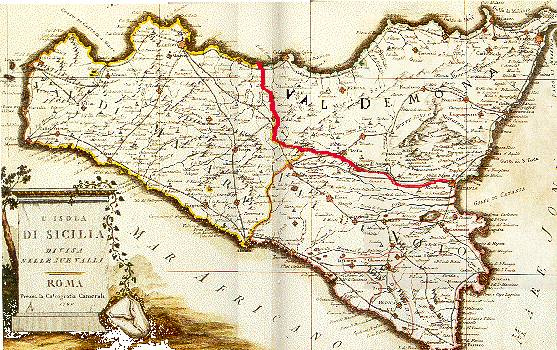
Antiguo mapa de Sicilia con la división en los tres valli.

La antigua ciudad de Akrai (Palazzolo Acreide) fue fundada en 664 a. C.: fue la primera colonia del asentamiento corintio en Siracusa. Los siracusanos estaban por entonces expandiendo su poder sobre el interior de Sicilia. Poco documentada, la ciudad arruinada fue redescubierta por el historiador Tommaso Fazello a finales del siglo XVI. Posteriores exacavaciones a principios del siglo XIX, realizadas por el barón Gabriele Iudica, desenterraron importantes hechos relacionados con la historia temprana de Sicilia oriental.
En la época árabo-normanda, además del Val di Noto estaban el Val di Mazara y el Val Demone, cada una gobernada por diferentes regidores. La particularidad de esta «identidad» común para la ciudad deriva sobre todo de la maravillosa reconstrucción acaecida después del terremoto de Val di Noto de 1693. Ejemplifican la arquitectura barroca presentando notables caracteres de homogeneidad urbanística y arquitectónica.

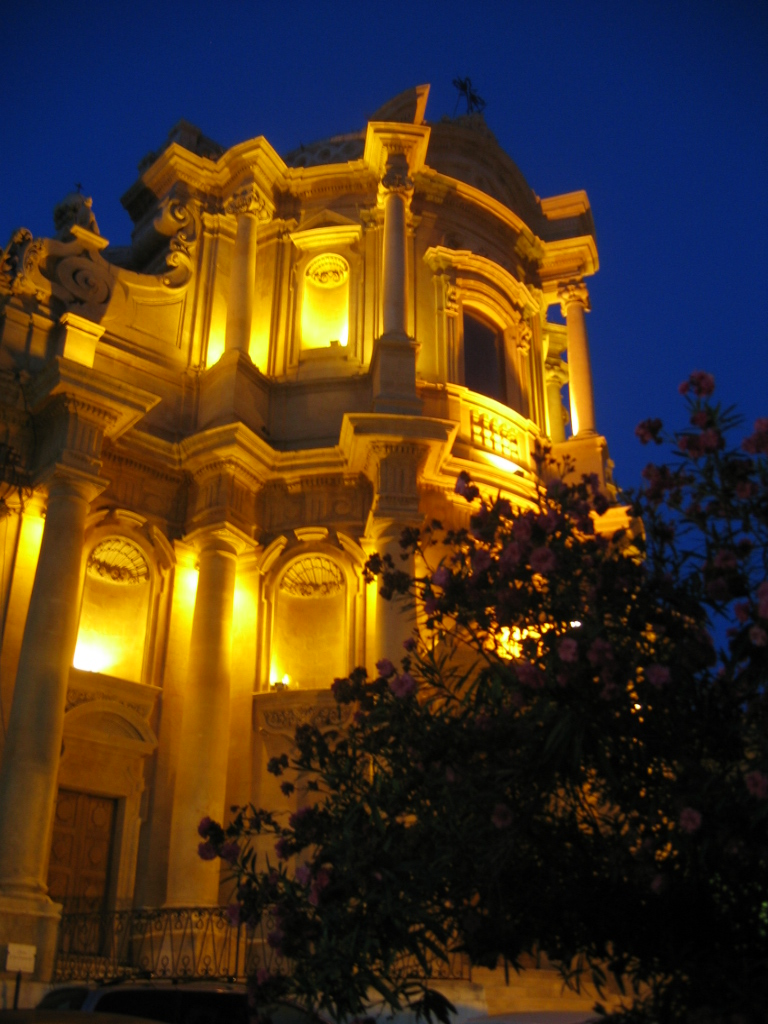
Chiesa di San Domenico - Noto

En junio de 2002, la Unesco inscribió ocho antiguas ciudades del Val di Noto en la lista del Patrimonio de la Humanidad como «representantes de la culminación y el florecimiento final del arte barroco en Europa» . En efecto, considera la UNESCO que aquí se cumplen cuatro criterios: 
1. Este grupo de ciudades del sureste de Sicilia ofrece un testimonio excepcional de la ingeniería exuberante del arte y la arquitectura del barroco tardío.
2. Las ciudades del valle de Noto representan el apogeo y la expansión final del arte barroco en Europa.
3. La calidad excepcional del arte y la arquitectura del barroco tardío del valle de Noto reside en su homogeneidad geográfica y cronológica, así como en su abundancia, resultado del terremoto de 1693 en esta región.
4. Estas ocho ciudades del sureste de la Sicilia son características de los modelos de creación urbana de esta región y se colocan bajo la amenaza constante de los riesgos de terremotos y de las erupciones del Etna.

La amenaza actual para la integridad paisajística de la zona es el intento, por parte de una empresa petrolífera texana, de realizar una serie de proyectos para la extracción de petróleo del subsuelo. Esta búsqueda se concilia mal con las aspiraciones turísticas e inicialmente se ha apoyado por la Región siciliana y luego bloqueada por el asesor regional Fabio Granata en 2003. La sociedad, decidida a llevar adelante su proyecto, ha recurrido al TAR de Sicilia; la decisión al respecto viene aún contestada por los ecologistas porque afecta a parte del territorio interesado.

## Localizaciones
Las ciudades inscritas son:
| Código   | Dirección                | Provincia | Coordenadas                                      |
| -------- | ------------------------ | --------- | ------------------------------------------------ |
| 1024-001 | Caltagirone              | Catania   | 37°14′23.0″N 14°30′44.0″E / 37.239722, 14.512222 |
| 1024-002 | Catania                  | Catania   | 37°30′08.0″N 15°05′13.0″E / 37.502222, 15.086944 |
| 1024-003 | Militello Val di Catania | Catania   | 37°16′33.2″N 14°47′30.2″E / 37.275889, 14.791722 |
| 1024-004 | Modica                   | Ragusa    | 36°51′37.1″N 14°45′38.6″E / 36.860306, 14.760722 |
| 1024-005 | Noto                     | Siracusa  | 36°53′35.5″N 15°04′08.1″E / 36.893194, 15.068917 |
| 1024-006 | Palazzolo Acreide        | Siracusa  | 37°03′46.1″N 14°54′10.8″E / 37.062806, 14.903000 |
| 1024-007 | Ragusa                   | Ragusa    | 36°55′31.2″N 14°43′59.9″E / 36.925333, 14.733306 |
| 1024-008 | Scicli                   | Ragusa    | 36°47′32.7″N 14°42′20.6″E / 36.792417, 14.705722 |